# Estación de Régua
La Estación Ferroviaria de Régua, conocida igualmente como Estación de Peso da Régua, es una plataforma de las líneas del Corgo y Duero, que sirve a la localidad de Peso da Régua, en el Distrito de Vila Real, en Portugal. Fue inaugurada en 1879.

## Características

### Localización y accesos
Se encuentra junto a la localidad de Peso da Régua, con acceso por la Avenida de la Estación.

### Descripción física
En enero de 2011, presentaba 4 vías de circulación, con 379, 438, 350 y 319 metros de longitud; las plataformas tenían 255 y 216 metros de longitud, y 35 centímetros de altura. En octubre de 2004, esta plataforma tenía la clasificación D de la Red Ferroviaria Nacional, se podían efectuar aquí maniobras y abastecimiento de gasóleo, y tenía un sistema de información al público, gestionado por la Red Ferroviaria Nacional.

### Servicios

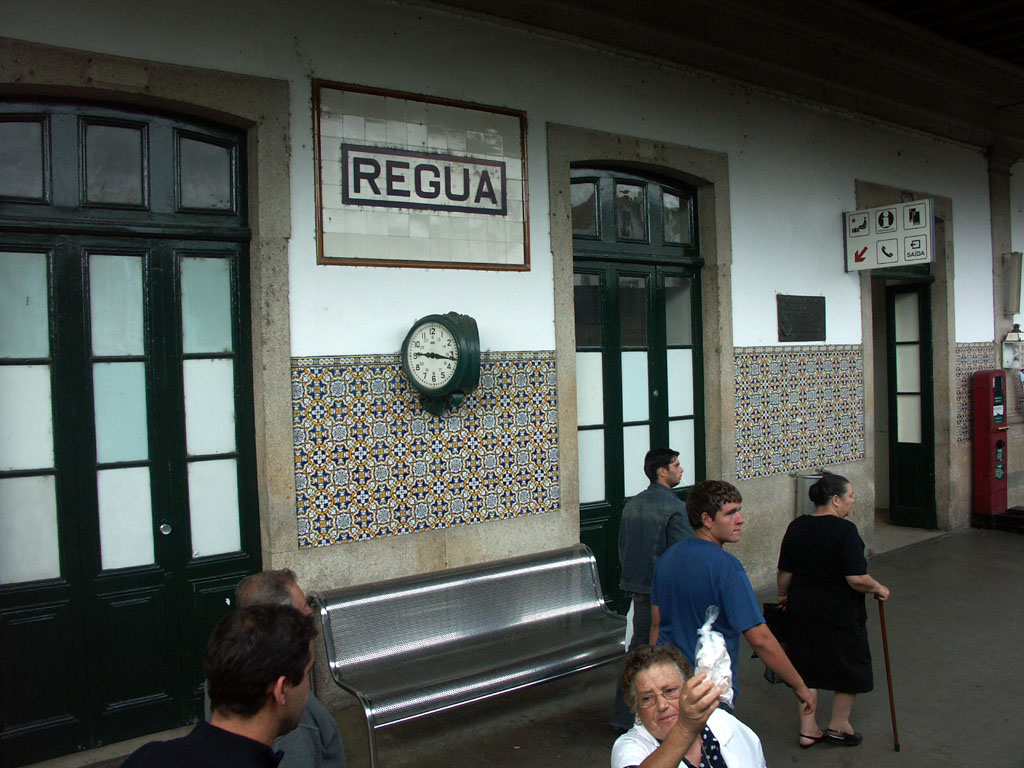
Plataforma de pasajeros de la Estación de la Régua.

En mayo de 2011 esta estación era utilizada por servicios de pasajeros de las categorías Regional e InterRegional de la transportista Comboios de Portugal.

## Historia

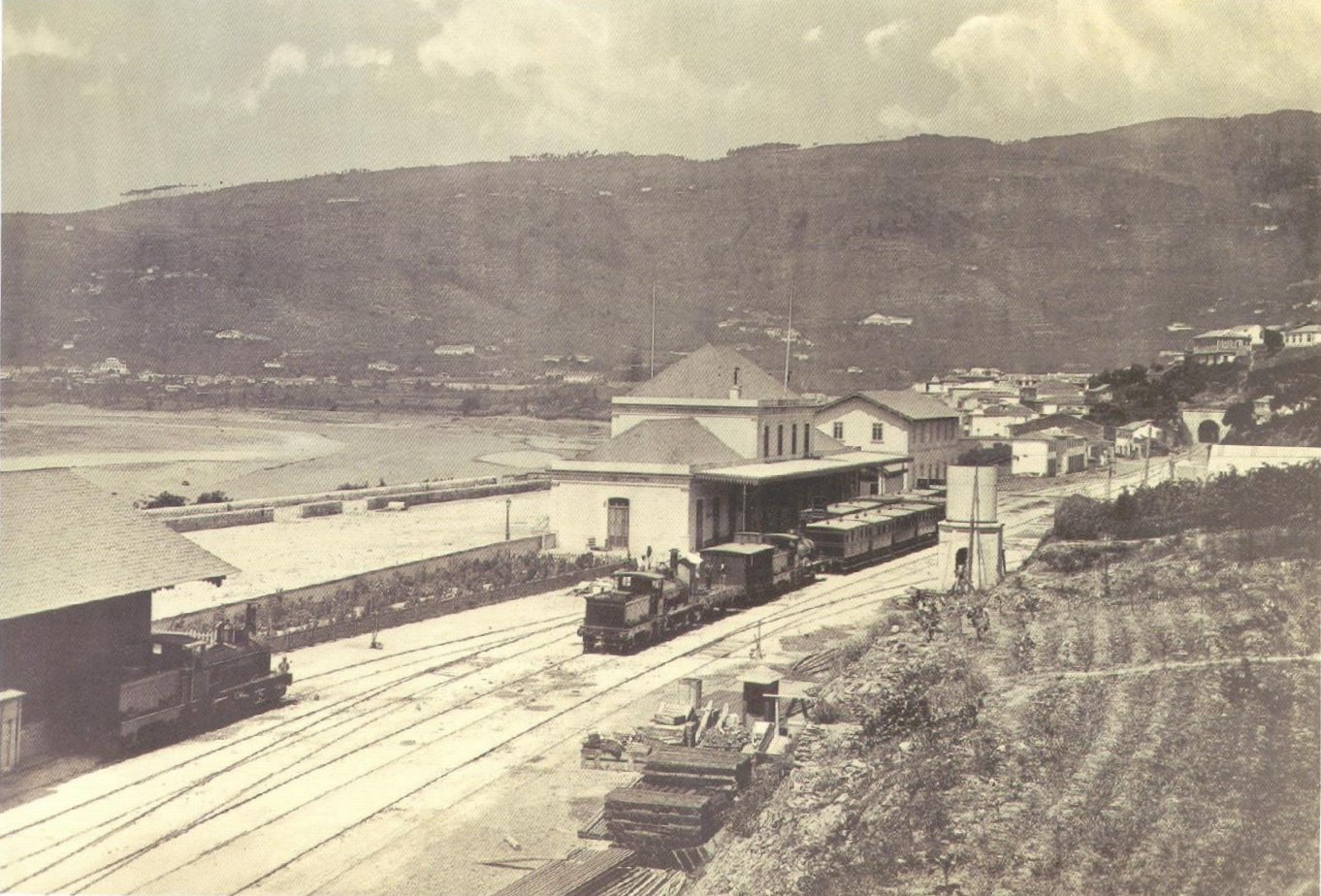
Estación da Régua, antes de la construcción de la Línea del Corgo.

Fue inaugurada en 1879, habiéndose asumido, desde el principio, como una plataforma de elevada importancia, debido al transporte del Vino de Porto.